# Franciscus van Assisi ontvangt de stigmata (Rubens)
Franciscus van Assisi ontvangt de stigmata is een schilderij van Peter Paul Rubens uit 1633. Het is 265,5 bij 193 centimeter groot, uitgevoerd in olieverf op doek en behoort tot de collectie van het Museum voor Schone Kunsten in Gent, inventarisnummer S-9.

## Voorstelling
Het schilderij toont de Heilige Franciscus van Assisi (ca. 1182-1226) die de stigmata ontvangt. Het verhaal van diens stigmatisatie was erg populair. Twee jaar voor zijn dood, in 1224, kreeg Franciscus een visioen op de berg La Verna bij Arezzo; hierbij verscheen de gekruisigde Christus aan hem, als een serafijn met zes vleugels. Daar ontving Franciscus de vijf wonden van Christus, die hij tot zijn dood zou blijven dragen. Dit verhaal is vaak in de Westerse beeldende kunst afgebeeld. Het thema was zeer geliefd bij Franciscus' volgelingen omdat het goed aansluit bij de franciscaanse spiritualiteit die de navolging van Christus centraal stelt.
De heilige Franciscus is op dit schilderij frontaal afgebeeld, geknield en met open armen. De gekruisigde Christus met serafijnvleugels verschijnt aan hem; Franciscus ontvangt de wondertekens. Links onderaan is een medebroeder afgebeeld die vol verbazing opkijkt.
Rechts onderaan is een doodshoofd en een geopend gebedenboek te zien. Deze verwijzen naar de levensstijl van meditatie en onthechting waarvoor Franciscus had gekozen. De zachte grijstonen in het schilderij zijn typisch voor het late werk van Rubens.

## Geschiedenis van het doek
Het schilderij is afkomstig uit de kerk van de Franciscanen (Minderbroeders) in Gent; waarschijnlijk behoorde het tot een opdracht aan Rubens voor drie schilderijen voor deze kerk, samen met de Extase van de H. Maria Magdalena van ongeveer hetzelfde formaat (nu in het Palais des beaux-arts de Lille) en het veel grotere Franciscus beschermt de wereld tegen Gods toorn (nu in de Koninklijke Musea voor Schone Kunsten te Brussel). Over de datering is men het oneens: zowel 'omstreeks 1630' als '1615-1620' werden voorgesteld.
In 1797 werd het schilderij overgebracht naar de Gentse Sint-Pieterskerk die toen een nieuwe bestemming gekregen had als 'Nationaal Museum' (opengesteld voor het publiek in 1802).
Frans Pilsen, Philippe Lambert Joseph Spruyt en Willem Pietersz. Buytewech hebben prenten geproduceerd naar het voorbeeld van dit schilderij.